# Biserica evanghelică din Sângeorzu Nou

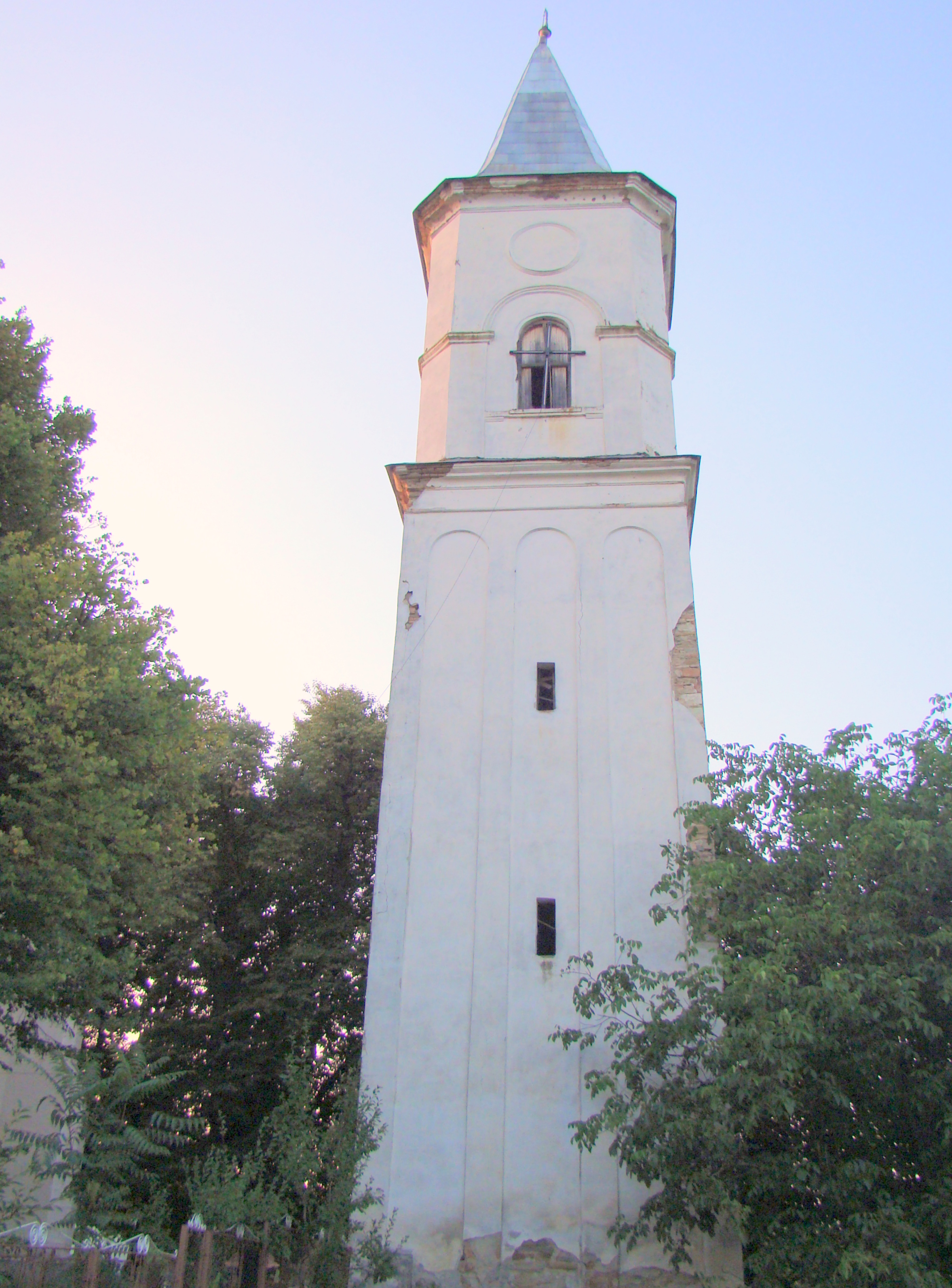
Turnul-clopotniță, înalt de 32 m

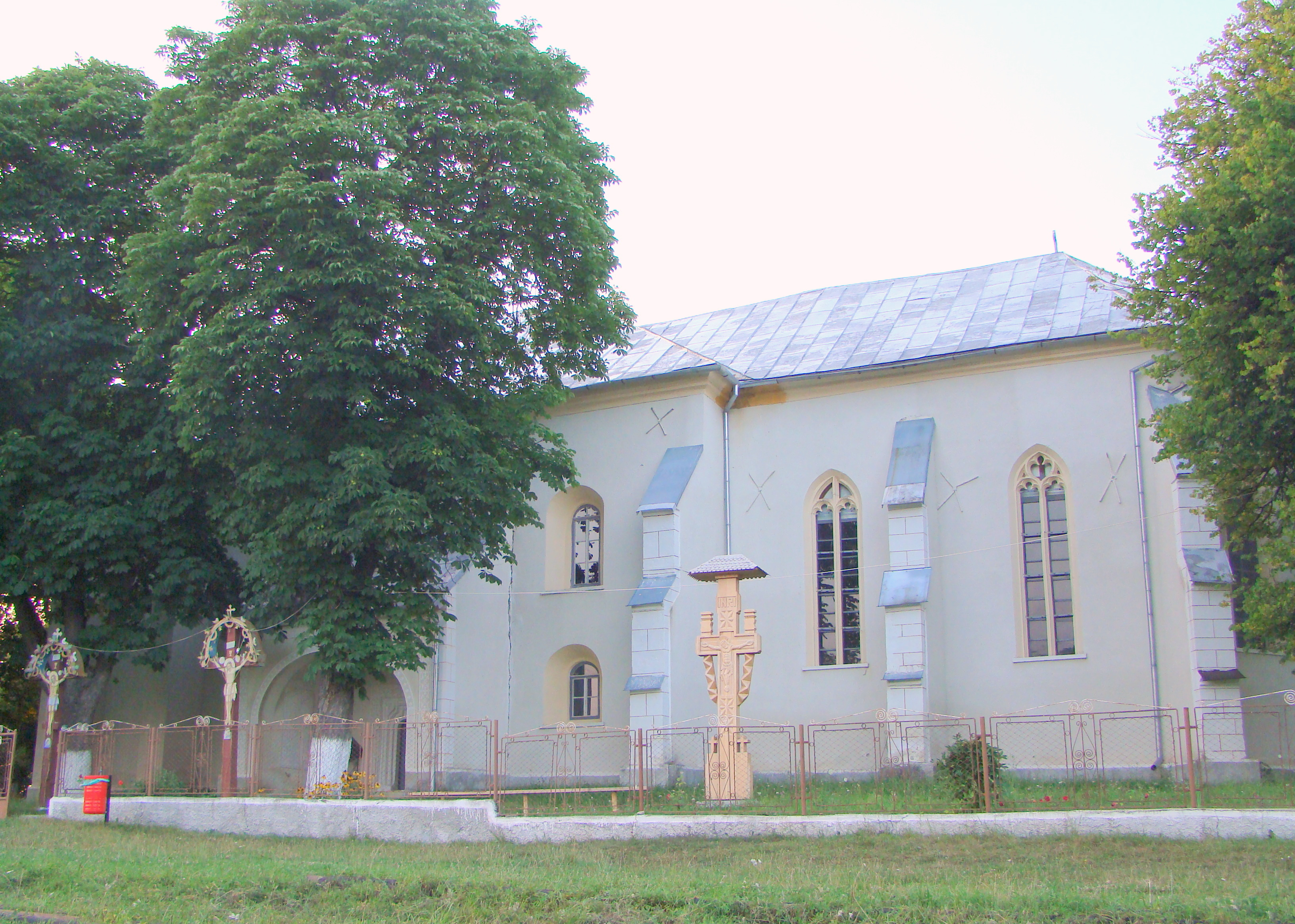
Biserica-sală, latura de sud

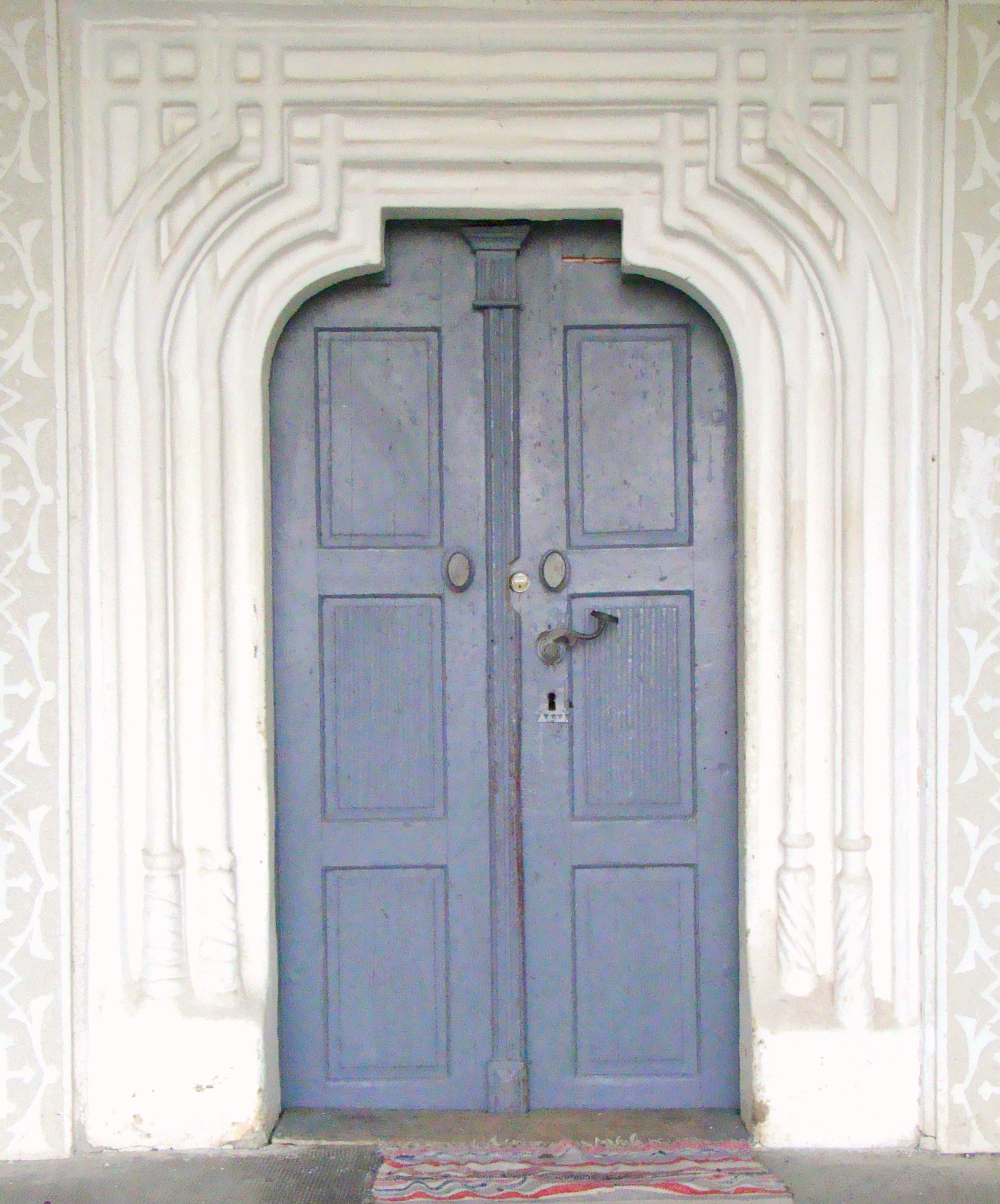
Ancadramentul din piatră al intrării principale

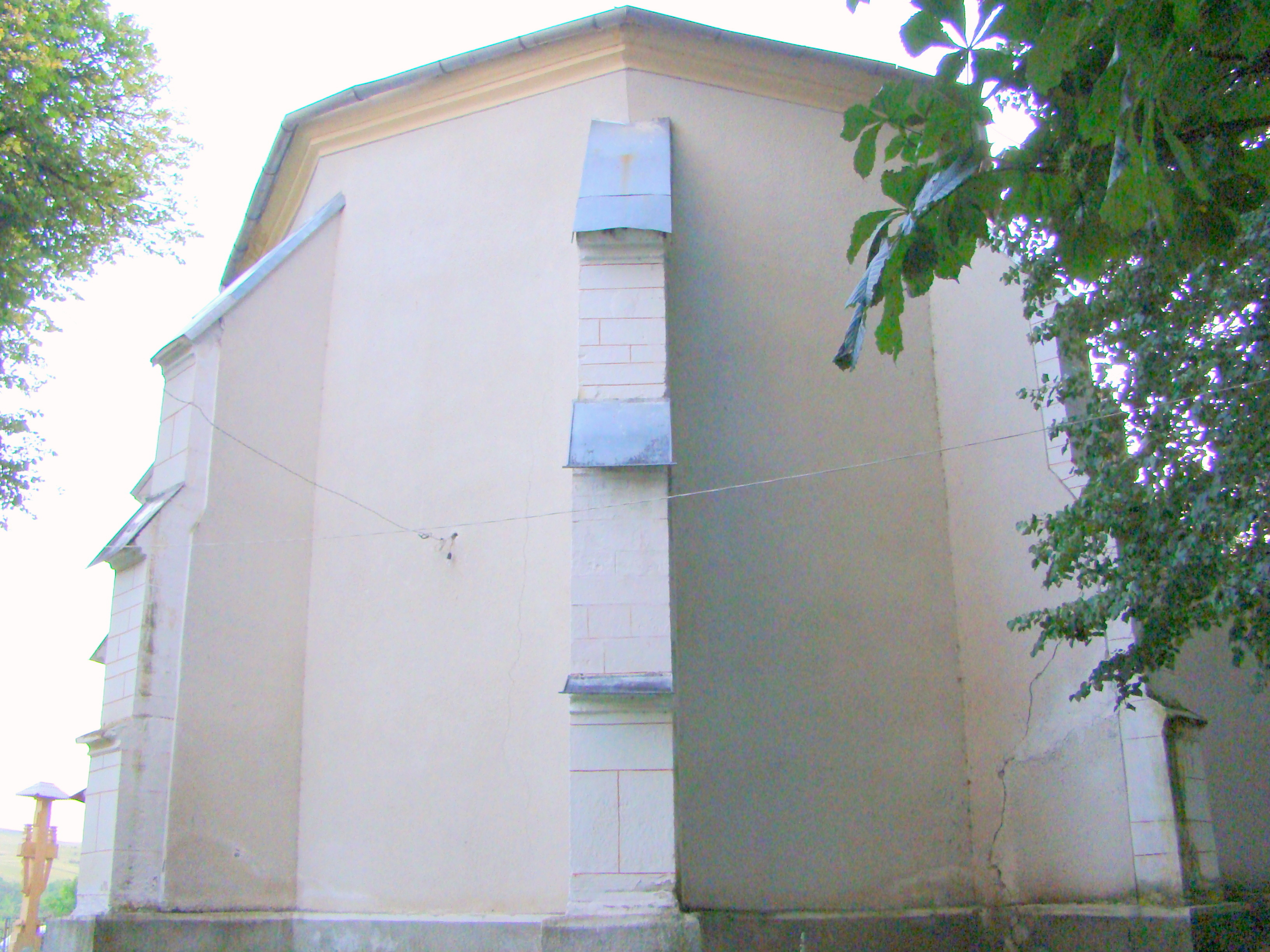
Absida, sprijinită de contraforturi masive

Biserica evanghelică din Sângeorzu Nou, comuna Lechința, județul Bistrița-Năsăud, a fost ridicată, într-o primă etapă, în secolul al XV-lea. Figurează pe lista monumentelor istorice 2015, cod LMI BN-II-a-B-01697.
Ansamblul bisericii evanghelice din Sângeorzu Nou este format din trei monumente:
- Biserica evanghelică C.A, azi biserica ortodoxă „Sf. M. Mc. Gheorghe” (cod LMI BN-II-m-B-01697.01)
- Turn clopotniță (cod LMI BN-II-m-B-01697.02)
- Casă parohială (cod LMI BN-II-m-B-01698)

## Localitatea
Sângeorzu Nou, mai demult Sângeorgiul Săsesc, Sângeorgiul Nou, Sângeorzul Săsesc, Sângeorzul Nou (în dialectul săsesc Säntgerjn, în germană Sächsisch-Sankt-Georgen, Sankt-Görgen, Sankt-Georgen, în maghiară Szászszentgyörgy) este un sat în comuna Lechința din județul Bistrița-Năsăud, Transilvania, România. Prima atestare documentară este din anul 1320.

## Biserica
Biserica sală a fost construită, într-o primă etapă, spre sfârșitul secolului al XV-lea. În anul 1602 a fost distrusă, alături de 60 de case, de către mercenarii generalului Basta. A fost reconstruită, lărgită între anii 1740-1750, iar în 1780 a fost împodobită cu elemente baroce. Interiorul a fost total transformat, capacitatea fiind mărită prin construirea unor tribune deasupra unor pseudonave laterale. Bolțile sunt decorate cu stucaturi specifice barocului.
La început biserica a fost înconjurată de un zid de piatră care a fost demolat în anul 1800 și din materialul rezultat a fost construit, în locul turnului de lemn, un turn de cărămidă și piatră, de 32 m înălțime, care adăpostește două clopote, cel mare în greutate de 700 de kg. 
După exodul sașilor transilvăneni, biserica a fost cumpărată în anul 1978 de comunitatea ortodoxă de la Episcopia Evanghelică cu suma de 225.000 lei, modificată la interior conform cerințelor cultului ortodox și a primit hramul „Sfântul Mare Mucenic Gheorghe”. A fost sfințită ca lăcaș de cult ortodox în anul 1983 de arhiepiscopul Teofil Herineanu.

## Imagini

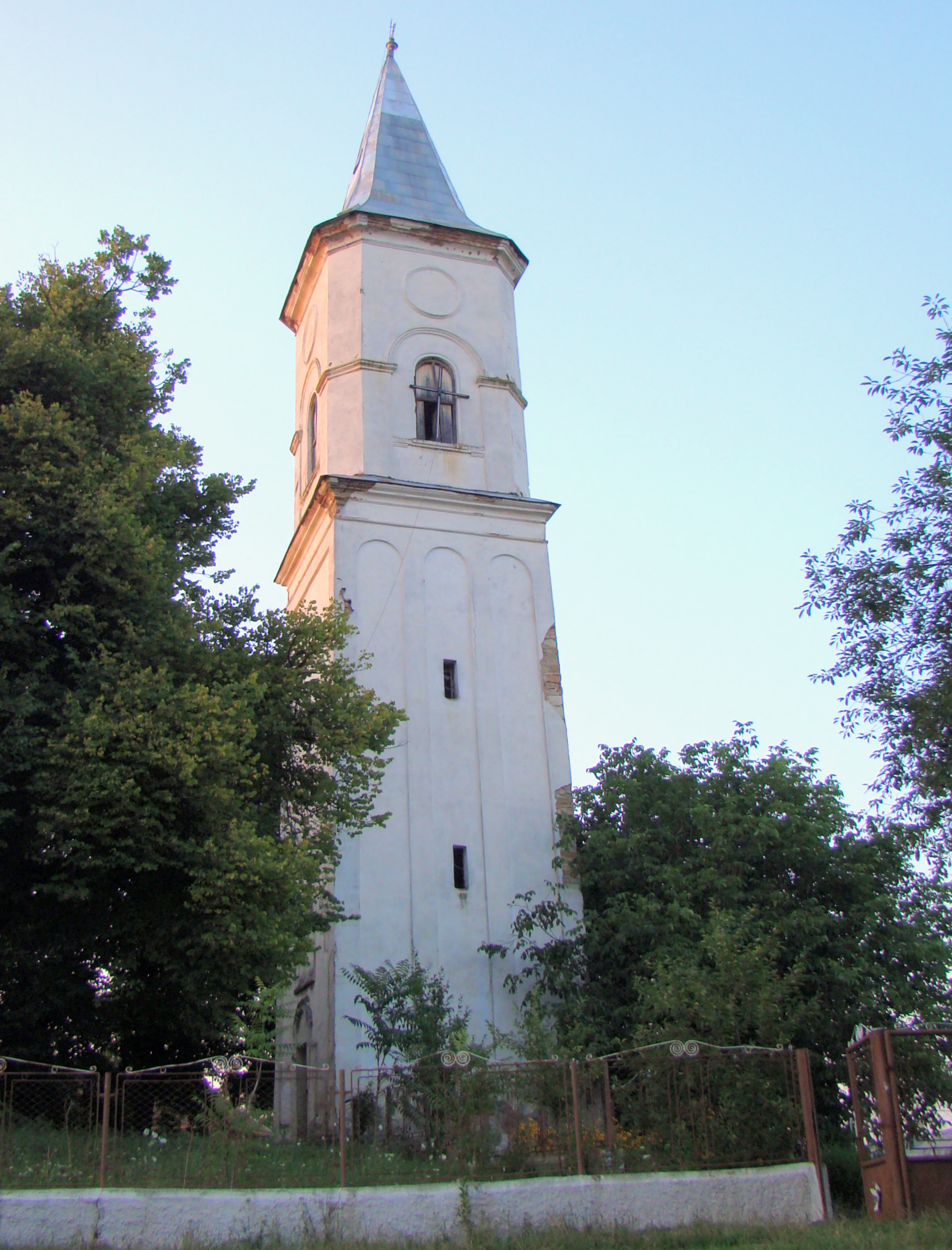
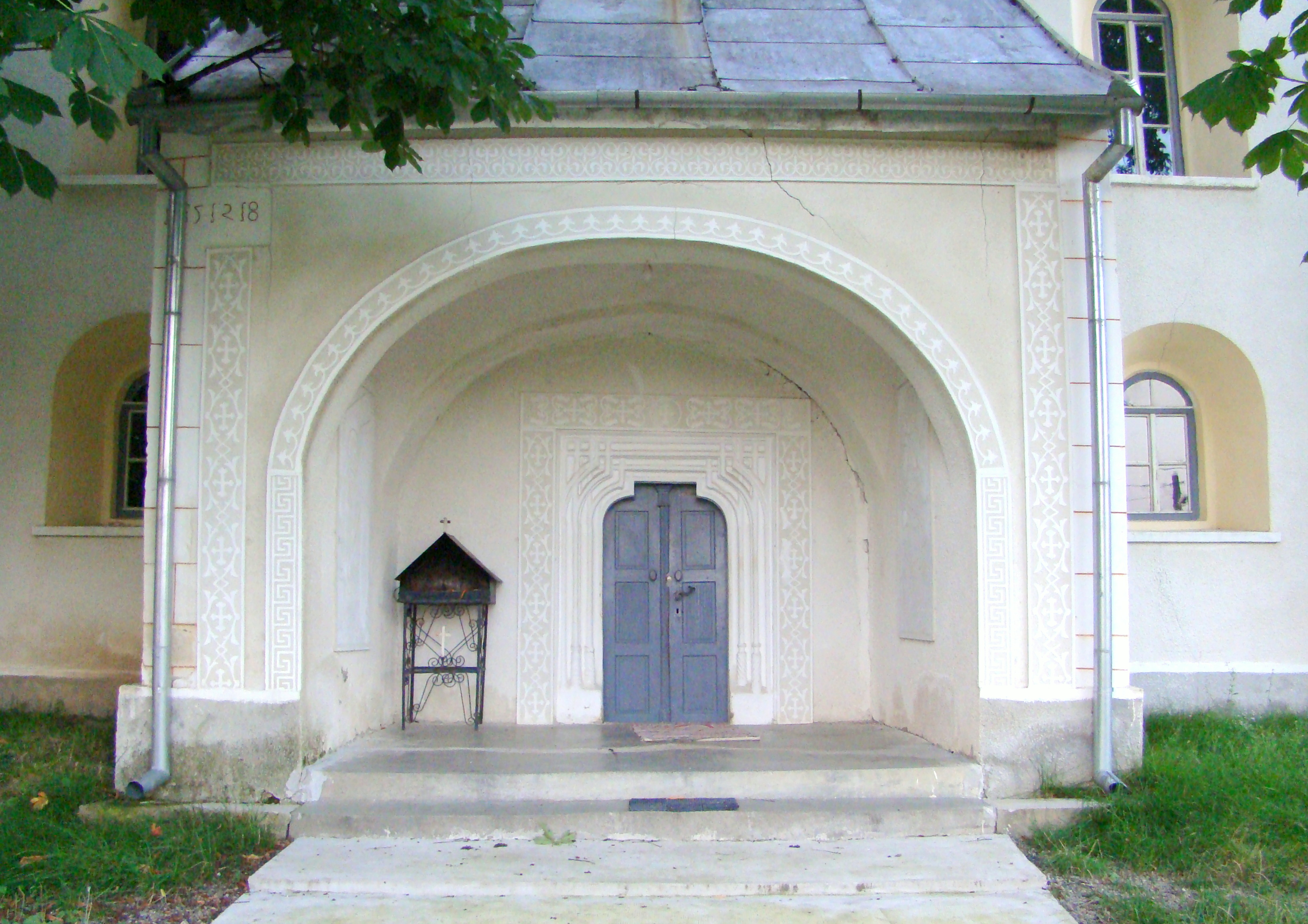
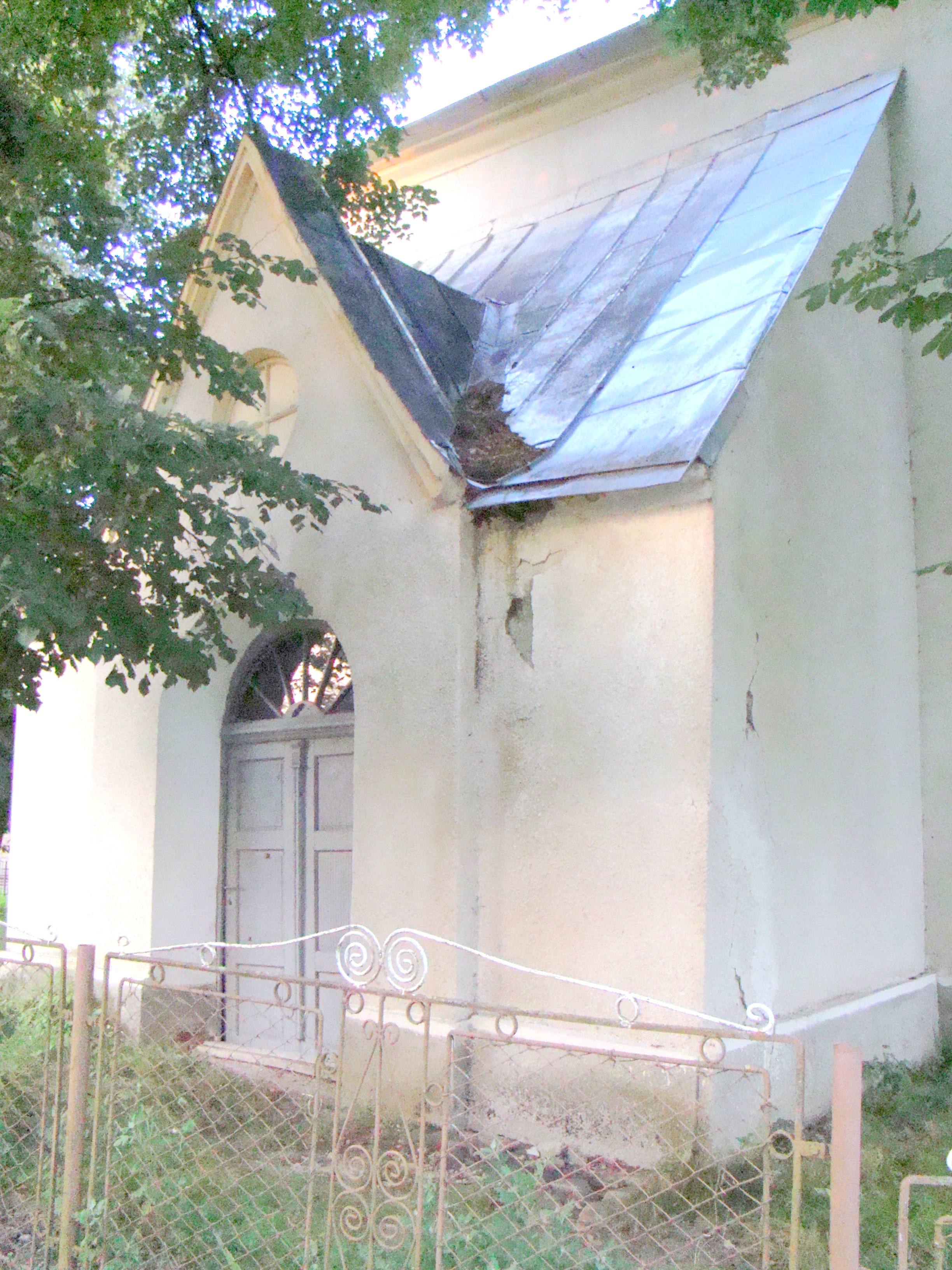
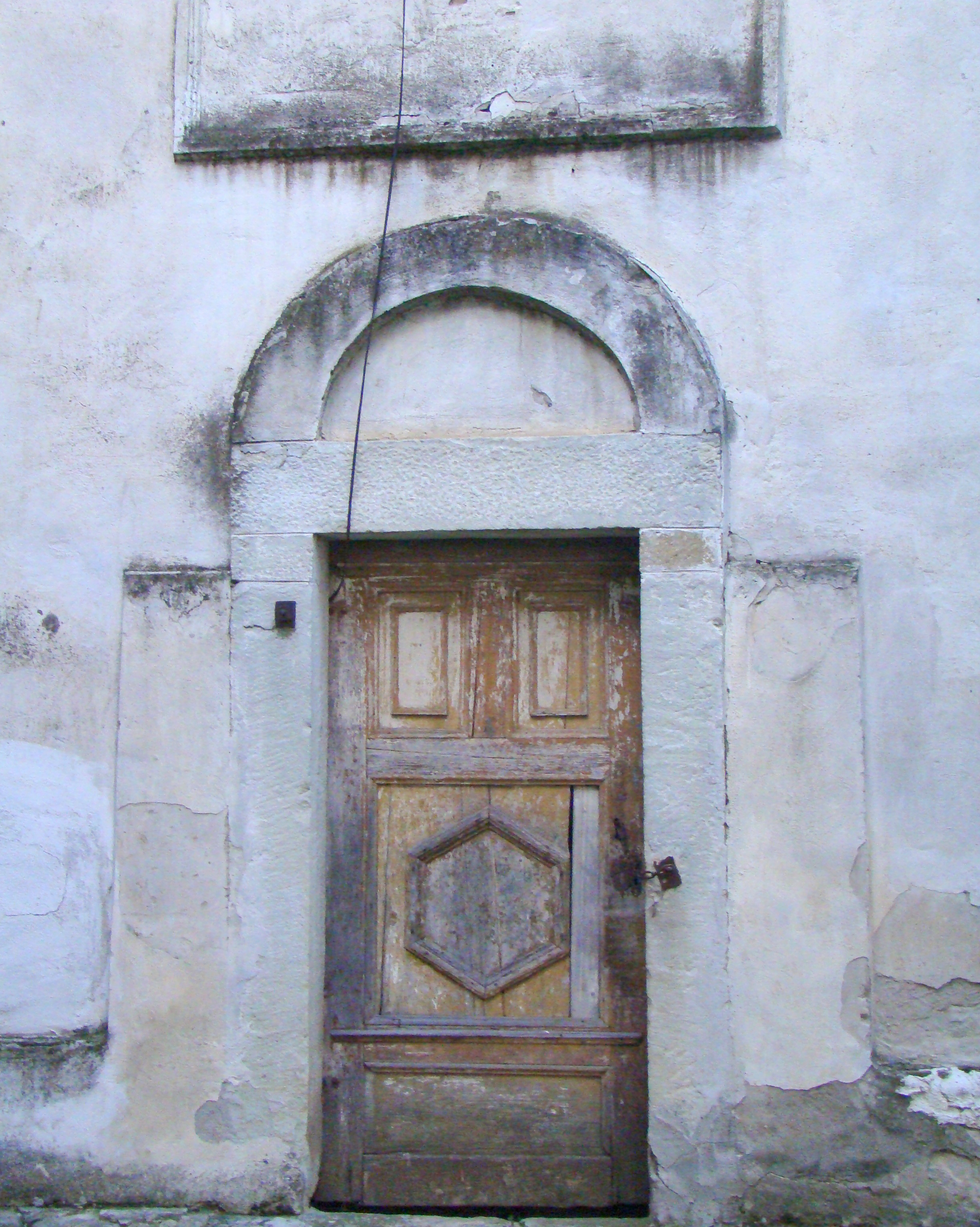